# Парк моряків (Київ)
Парк моряків — парк у Подільському районі Києва розташований на Рибальському півострові, між Київською гаванню та вулицею Електриків. Загальна площа паркової зони — 2,67 га.
Історія парку розпочинається 1967 року, коли на невеликому зеленому острівці Рибальського півострова було встановлено монітор «Железняков» та пам'ятний знак екіпажу цього корабля.
У парку ростуть виключно листяні породи дерев (клен, липа, тополя та ін.).
Підхід до парку наразі утруднений через закриття Рибальського вантового мосту і можливий лише через новий Гаванський міст та вулицю Електриків.